# Rauna kommun
Raunas novads var en kommun i Lettland. Den låg i den centrala delen av landet, 100 km öster om huvudstaden Riga. Antalet invånare var 4 112. Arean var 309 kvadratkilometer.
2021 slogs kommunen samman med Smiltene kommun.
Följande samhällen fanns i Raunas novads:
- Rauna